# Valpuestai okiratok

Burgos provincia, a spanyol nyelv feltételezett szülőhazája

A valpuestai okiratok (spanyolul Cartularios de Valpuesta) a spanyolországi Ó-Kasztíliában, Burgos provinciában lévő (Santa María de) Valpuesta kolostorában talált kéziratok, amelyekben a legújabb kutatások állítása szerint a spanyol nyelv, egyúttal az újlatin nyelvek első írásos nyomai találhatóak. A legkorábbi iratok 804-ből valók, ami csaknem két évszázaddal előbbre hozná az első spanyol nyelvemlékek keletkezését, és megelőzné az eddigi legkorábbi újlatin nyelvemlékeknek vélt 842-ből származó ófrancia Strasbourgi esküt.

## Történeti áttekintés

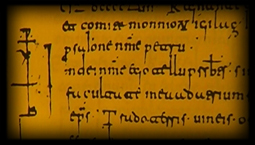
Egy gótikus betűkkel íródott kézirat részlete

1999. december 21-én a spanyol El Mundo („A Világ”) című napilap az EFE hírügynökség információja alapján beszámolt arról, hogy az Eusko Ikaskuntza („Baszk Kutató Társaság”), valamint az Amigos de Valpuesta („Valpuesta Barátai”) egyesületek, a szerző vezetésével olyan tanulmányt mutattak be, amely megerősíti, hogy a valpuestai okiratokban a San Millán-i glosszáknál – amelyek idáig a kasztíliai nyelv első emlékeinek számítottak – előbbi újlatin nyelvemlékek lelhetőek fel.
A tanulmány szerzője, a Baszkföldi Egyetem (UPV) filológusa, Emiliana Ramos Remedios jelezte, hogy a valpuestai okiratok, amelyek ma a Spanyol Nemzeti Történelmi Levéltár (Archivo Histórico Nacional) gótikus és gall archívumaiban találhatóak, 804 és 1200 között kelt latin nyelvű dokumentumok, s ezekről nyelvészeti elemzést végeztek. Ramos olyan elemeket vizsgált a dokumentumokban, amelyekről már következtetni lehet a 9–12. században beszélt ókasztíliai nyelvjárás jellegzetességeire.
Az okiratokat hivatalosan 2004. október 13-án mutatták be a Nemzetközi Kongresszus a Kasztíliai Nyelv Eredetéről (Congreso Internacional sobre los Orígenes del Castellano) című rendezvény keretében. A kongresszus szervezője, a Kasztília és León-i Nyelvi Intézet (Instituto Castellano y Leonés de la Lengua) igazgatója, Gonzalo Santonja kifejtette, hogy a bemutatott két okirat közül a legrégebbiben – amely a gótikusnak felel meg – már találhatóak újlatin elemek 804-ből. Ugyanakkor elmondta, hogy „ez nem azt jelenti, hogy az eddig talált kasztíliai nyelvemlékek jelentősége a második helyre szorulna”.

## Részletek a szövegekből
Az alábbi szövegrész egy birtokbaadási szerződésből való, amely 844-ből származik. Jól látszik, hogy már az újlatin nyelvekre jellemző szintaxissal íródott, elvétve egy-két „spanyol” szóval (például custodiero):

…in loco que uocitant Elzeto cum fueros de totas nostras absque aliquis uis causa, id est, de illa costegera de Valle Conposita usque ad illa uinea de Ual Sorazanes et deinde ad illo plano de Elzeto et ad Sancta Maria de Uallelio usque ad illa senra de Pobalias, absque mea portione, ubi potuerimus inuenire, et de illas custodias, de illas uineas de alios omnes que sunt de alios locos, et omnes que sunt nominatos de Elzeto, senites et iubines, uiriis atque feminis, posuimus inter nos fuero que nos fratres poniamus custodiero de Sancta Maria de Valle Conpossita…

Mai spanyol nyelven:

…en el lugar que llaman Elicedo con fueros de todas las nuestras excepto alguna causa de fuerza, esto es, de la costera de Valpuesta hasta la viña de Val Sorazanes y de allí al llano de Elicedo y a Santa María de Vallejo hasta la sierra de Pobalias, excepto mi parte, donde habremos podido encontrar, y de los puestos de guardia, de las viñas de otros hombres que son de otros lugares y hombres que llaman de Elicedo, viejos y jóvenes, varones y hembras, hemos puesto entre nosotros fuero que nosotros hermanos pongamos guardián de Santa María de Valpuesta…

## Az elemzés eredményei
Ramos megfogalmazása szerint a szövegek „első látásra latinnak tűnnek”, ám olyan elemek sora fedezhető fel bennük, amelyek már nem latinul vannak, hanem a latinból eredő „új, kasztíliai vagy újlatin nyelven”. A tanulmánynak alávetett egyik részletben így a FORUM helyett fuero tűnik fel; a latin -ARIUM képző helyett a custodiero szóban már spanyolos képzőt használnak; megjelenik a que mint vonatkozó névmás, amely eredetileg az alany szerepét töltötte be; és már csak a tárgyesetet használják, mint egyetlen megkülönböztetett esetet.
A kutatónő véleménye szerint a vizsgált szövegek alapján arra lehet következtetni, hogy az említett terület nyelvhasználata már egy kezdetleges ókasztíliai volt. Hozzátette azonban, hogy a szövegekben felfedezni vélt vonások nem pontosan egyezhettek a nép által beszélt nyelvjárással, hanem egy műveltebb és régiesebb nyelvezetről van szó, hiszen egyházi személyek írták. Amikor Ramosnak azt a kérdést tették fel, hogy ez alapján valójában „mi is a spanyol nyelv eredete”, elmondta, hogy a nyelvek „nem egyetlen pillanat alatt keletkeznek”, s hozzátette (a valpuestai okiratok vonatkozásában), hogy „nem fedeztek fel olyan kéziratokat, amelyeket eddig ne ismertek volna”.

## Lásd még
- A spanyol nyelv története
- San Millán-i glosszák
- Silosi glosszák

## Külső hivatkozások
- (spanyolul) Los Cartularios de Valpuesta – hivatalos weboldal a tanulmány részletes bemutatásával
- (spanyolul) Descubren testimonios anteriores a las Glosas Emilianenses – El Mundo
- (spanyolul) Las primeras anotaciones en romance son anteriores al siglo X, según los Cartularios de Valpuesta Archiválva 2008. március 30-i dátummal a Wayback Machine-ben